# المؤتمر العام للأوزان والمقاييس
المؤتمر العام للأوزان والمقاييس (بالفرنسية Conférence générale des poids et mesures - CGPM) هو الأقدم من ثلاث منظمات حكومية دولية أنشأت في عام 1875 بموجب اتفاقية المتر (بالفرنسية: Convention du Mètre) لتمثيل مصالح الدول الأعضاء. المعاهدة، التي وضعت أيضا هيئتان علاوة على ذلك، اللجنة الدولية للأوزان والمقاييس